# Neocerambyx
Neocerambyx is een geslacht van kevers uit de familie van de boktorren (Cerambycidae). De wetenschappelijke naam van het geslacht werd voor het eerst geldig gepubliceerd in 1861 door Thomson.

## Soorten
- Neocerambyx gigas (Thomson, 1878)
- Neocerambyx grandis Gahan, 1891
- Neocerambyx katarinae Holzschuh, 2009
- Neocerambyx luzonicus Hüdepohl, 1987
- Neocerambyx opulentus Holzschuh, 1998
- Neocerambyx paris (Wiedemann, 1821)
- Neocerambyx pellitus (Itzinger, 1943)
- Neocerambyx pubescens Fisher, 1936
- Neocerambyx raddei Blessig, 1872
- Neocerambyx vitalisi Pic, 1923